# Aeroportul Municipal Worland
Aeroportul Municipal Worland (IATA: WRL, ICAO: KWRL, FAA LID: WRL) este un aeroport din Wyoming, Statele Unite ale Americii ce deservește zona Worland⁠(d). Aeroportul a fost tranzitat în 2019 de 4 pasageri. A fost numit după zona deservită.
Situat la o altitudine de 1.296 m, aeroportul dispune de 3 piste.

## Infrastructură

### Piste
Aeroportul dispune de 3 piste: 
- pista 04/22 din Iarbă, cu dimensiunile 2.241 picioare × 60 picioare
- pista 10/28 din Iarbă, cu dimensiunile 2.502 picioare × 60 picioare
- pista 16/34 din asfalt, cu dimensiunile 7.000 picioare × 100 picioare